# Зайково (Свердловская область)
Зайково — посёлок в Ирбитском районе (муниципальном образовании) Свердловской области России. В 1974—2004 годах обладал статусом рабочего посёлка (посёлка городского типа).

## Географическое положение
Зайково расположено на правом берегу реки Ирбит, напротив устья реки Бобровки (левого притока Ирбита), выше устья реки Кочёвки (правого притока Ирбита). В черте посёлка имеется пруд. Зайково находится в 182 километрах к северо-востоку от Екатеринбурга и в 24 километрах (по автодороге в 26 километрах) к юго-западу от города Ирбита. Местность, на которой расположен посёлок, низменная, ровная, безлесная. Почва чернозёмная, отчасти глинистая.

## История
Зайковская Слобода была основана как сторожевая слобода в 1639 году Семёном Зайковым в устье реки Кочёвки. Главным занятием жителей было хлебопашество, а подспорьем – извод и содержание постоя во время Ирбитской ярмарки.В XIX-XX веках на Ирбитской ярмарке неизменным спросом пользовались веревки и канаты, производимые из местной конопли. В 1887 году на Урало-Сибирской выставке высокую оценку получили веревочно-канатные изделия зайковского производства.
В 1929 году в Зайковском районе был организован первый крупный колхоз в Ирбитском округе.
В 1941—1962 года Зайково было центром Зайковского района.
В 1974—2004 годах Зайково имело статус посёлка городского типа.
В 2004 году Зайково было отнесено к категории сельских населённых пунктов к виду посёлок.

## Успенская церковь
В 1805 году взамен пришедшей в ветхость деревянной церкви заложена каменная трёхпрестольная церковь. Главный храм был построен и освящён в честь Успения Пресвятой Богородицы в 1815 году, придел был освящён в честь рождества пророка Иоанна Предтечи в 1869 году, придел во имя святого Николая, архиепископа Мирликийского был освящён в 1870 году. Священники и псаломщики помещались в общественных домах. Храм был закрыт в 1930 года, а затем снесён. В 1998 году был воссоздан приход во имя Успения Божией Матери.
В настоящий момент действуют две православных церкви: воссозданная на месте: старинного храма, каменная церковь Успения Пресвятой Богородицы и бревенчатая самодельная Георгия Победоносца.

## Состав
Микрорайоны: Зайково, Худяково, УЖД, СМУ, Васино, Мельникова, Давыдково, Болгария, Посёлок пенькозавода.

## Инфраструктура
В посёлке Зайково работают сельская больница с поликлиникой и станцией скорой помощи, действуют пожарная часть и опорный пункт полиции, отделения «Почты России» и Сбербанка. Между посёлком Зайково и деревней Молоковой расположен санаторий «Уралочка», ныне не действующий.
Также были, но сейчас в разрушенном состоянии:
1. РТП
2. СМУ
3. Нефтебаза
4. Совхоз-техникум
5. ДРСУ
6. Лесобиржа
7. Деревообрабатывающий комбинат
8. МТМ
9. Мясокомбинат
10. Заготзерно

Культура
В посёлке работает Культурный центр имени дважды Героя Советского Союза Григория Андреевича Речкалова с музеем и библиотекой. На главной Коммунистической улице расположен бюст дважды Героя Советского Союза, лётчика-истребителя, генерала-майора авиации Речкалова Григория Андреевича. В советское время действовала лодочная станция
Образование

Открытие бюста Г. А. Речкалова

В 1879 году был открыто земское народное училище. В настоящее время работают Ирбитский аграрный техникум и две общеобразовательных школы, музыкальная школа и детские сады.
Транспорт
В пределах посёлка находится железнодорожная станция Худяково Свердловской железной дороги на железнодорожном ходу Екатеринбург — Тавда — Устье-Аха - Москва Имеется автодорожная связь с городами: Екатеринбургом, Ирбитом, Режем, Артёмовским, Туринском, Камышловом, Сухим Логом, Асбестом, Владивостоком

## Промышленность
- АО «Ирбитский молочный завод»;
- ПО «Зайковский хлебокомбинат».
- АО Зайковский мотоциклетный завод
- ПАО  Зайковский стекольный завод

## Население
| 1959 | 1979  | 1989  | 2002  | 2010  | 2021  |
| ---- | ----- | ----- | ----- | ----- | ----- |
| 1031 | ↗5952 | ↗6081 | ↘4810 | ↘4344 | ↘3826 |

## Люди, связанные с посёлком
- Мамин-Сибиряк, Дмитрий Наркисович — известный русский, уральский писатель
- Речкалов, Григорий Андреевич (1918—1990) — уроженец деревни Худяково, дважды Герой Советского Союза.
- Новиков-Прибой, Алексей Силыч
- Жуков, Георгий Константинович